# فيك بيلشر
فيك بيلشر (بالإنجليزية: Vic Belcher)‏ هو لاعب كرة قدم أسترالية أسترالي، ولد في 24 أغسطس 1888 في Lebrina, Tasmania ‏ في أستراليا، وتوفي في 3 يناير 1977 في برونزويك ‏ في أستراليا.

## وصلات خارجية
- فيك بيلشر على موقع AustralianFootball.com (الإنجليزية)
- فيك بيلشر على موقع AFLtables.com (الإنجليزية)